# Piper novae-hollandiae
Piper novae-hollandiae är en pepparväxtart som beskrevs av Friedrich Anton Wilhelm Miquel. Piper novae-hollandiae ingår i släktet Piper och familjen pepparväxter. Inga underarter finns listade i Catalogue of Life.